# 金谷治
金谷 治（かなや おさむ、1920年2月20日 - 2006年5月5日）は、日本の東洋学者。専門は、中国哲学、特に中国古代思想史）。2003年勲二等瑞宝章受章。

## 経歴

### 出生から学徒動員・敗戦まで
1920年、三重県阿山郡上野町（現・伊賀市)生まれ。早くに両親を亡くし、兄弟の庇護の下、関西大学第二商業学校、関西大学専門部国漢文専攻科で学んだ。在学中、石濱純太郎に師事。石濱の勧めにより武内義雄が在任していた東北帝国大学法文学部文科に進学し師事した。しかし太平洋戦争の戦況悪化を受け、1944年9月に学徒出陣で東北帝国大学を繰り上げ卒業し入隊、大陸に出征した。

### 戦後から平成
復員後、大学院に復学、旧制弘前高等学校嘱託講師となった。1948年、東北大学法文学部講師となり、武内義雄が退官し、しばらく空席になっていた支那学第一講座を引き継いだ。京都大学人文科学研究所で1年間の研修後、1950年に東北大学法文学部助教授。1961年に学位論文『秦漢思想史研究』により京都大学文学部で文学博士号を取得。1962年、東北大学文学部教授（中国哲学講座）に就いた。
1983年に東北大学を定年退官、名誉教授。その後は追手門学院大学教授となり、文学部長を務めた。1990年に追手門学院大学を退任、名誉教授となった。2002年、日本学士院会員に選ばれた。
学外では、日本中国学会理事長、日本道教学会会長を務めた。2006年5月5日、腎不全により死去。

## 受賞・栄典
- 2003年：勲二等瑞宝章
- 2006年：叙正四位

## 研究内容・業績
- 専門は中国の先秦思想の研究で、道家思想の研究、古代中国における自然観の研究、論語鄭玄注の研究、中国における疑古の研究などがある。また、戦後は中国の考古学調査の進展により新たに簡牘が出土・発見されたことにより、銀雀山漢墓から出土した孫臏兵法の研究、馬王堆漢墓から出土した帛書の研究なども手掛けた。
- 専門の研究を進めると同時に、中国古典の訳注を意欲的に進めた。また、一般にも親しみやすい中国思想を紹介する啓蒙書の執筆も行っている。
  - 岩波文庫では、現行の『論語』および『孫子』・『荀子』・『荘子』・『韓非子』・『大学、中庸』の訳注を刊行。
  - 講談社学術文庫で『易の話　易経と中国人の思考』・『淮南子の思想　老荘的世界』・『老子　無知無欲のすすめ』（訳註解説）・『孔子』（伝記研究、新編『論語』）を再刊。
- 専門は中国研究であったが、それを受容した日本思想研究にも関心を寄せ、『荻生徂徠集』などを刊行している。

## 著作
単行本に含まれなかった論文等は、自身も監修に加わった『金谷治中国思想論集』（全3巻、平河出版社）にまとめられている。

### 著書
- 『老荘的世界』<サーラ叢書>平楽寺書店 1959
  - 『淮南子の思想』 講談社学術文庫 1992
- 『秦漢思想史研究』日本学術振興会 1960
  - 復刊 <東洋學叢書>平楽寺書店 1992
- 『孟子』 岩波新書 1966、復刊 1989、2012ほか
- 『論語の世界』<NHKブックス>日本放送出版協会 1970 のち新装版※
- 『易の話』 講談社現代新書 1972
  - 『易の話 「易経」と中国人の思考』講談社学術文庫 2003
- 『孫臏兵法』東方書店 1976
  - 『孫臏兵法 もうひとつの<孫子>』ちくま学芸文庫 2008
- 『孔子』「人類の知的遺産4」講談社 1980
  - 改訂版 講談社学術文庫 1990
- 『死と運命－中国古代の思索』<法蔵選書>法蔵館 1986
  - 新版 法蔵館文庫 2022
- 『管子の研究－中国古代思想史の一面』岩波書店 1987
- 『老子 〈無知無欲〉のすすめ』<中国の古典>講談社 1988
  - 改訂版 講談社学術文庫 1997
- 『老荘を読む』<朝日カルチャーブックス> 大阪書籍 1988※
  - 改訂新版『老荘思想がよくわかる本』新人物文庫 2012※
- 『中国思想を考える 未来を開く伝統』中公新書 1993※
- 『金谷治中国思想論集』平河出版社 1997
上巻『中国古代の自然観と人間観』
中巻『儒家思想と道家思想』
下巻『批判主義的学問観の形成』
- 『論語と私』 展望社 2001
- 『諸子百家争鳴』<中公クラシックス別冊> 共著 中央公論新社 2007[7]

※は講演・講話をもとにした著作

### 訳注
- 『孟子』<中国古典選> 朝日新聞社 上下 1955-56
  - 新訂版『孟子』<中国古典選 第5巻> 朝日新聞社 1966
  - 『孟子　中国古典選』朝日文庫 上下 1978
- 『荀子』岩波文庫 上下 1961-62。度々復刊
- 『老子・呉子』<中国古典文学大系4> 平凡社 1973、復刊1994
- 『荀子』<全釈漢文大系7・8>[8] 集英社 1973-74、再版1981
- 『論語』岩波文庫 1963。単行版 1982、ワイド版 1991
  - 『新訂 論語』1999、ワイド版 2001 改訳版
- 『孫子』 岩波文庫 1963。単行版 1983、ワイド版 1991
  - 『新訂 孫子』2000、ワイド版 2001 改訳版
- 『荘子』全4巻 岩波文庫 1971-83、ワイド版1994
- 『韓非子』全4巻 岩波文庫 1994
- 『大学・中庸』 岩波文庫 1998、ワイド版 2003
  - 旧版『大学・中庸・孟子』<世界古典文学全集18> 筑摩書房 1971。度々復刊
- 『墨子』<中公クラシックス> 中央公論新社 2018 - 末永高康解説
  - 旧版『諸子百家』<世界の名著>中央公論社 1966[9]

### 編著
- 『荻生徂徠集 日本の思想12』 筑摩書房 1970
解説「徂徠学の特質」、学則・弁道・弁名(抄)・論語徴(抄) 、年表・参考文献
- 『日本思想大系28 藤原惺窩・林羅山』 岩波書店 1975 - 前者を担当
- 『唐抄本　鄭氏注論語集成』 平凡社 1978
- 『中国における人間性の探究』 創文社 1983